# Fourques, Pyrénées-Orientales
Fourques är en kommun i departementet Pyrénées-Orientales i regionen Occitanien i södra Frankrike. Kommunen ligger i kantonen Thuir som tillhör arrondissementet Perpignan. År 2022 hade Fourques 1 333 invånare.

## Befolkningsutveckling
Antalet invånare i kommunen Fourques
| Referens: INSEE |